# Powiat lubaczowski
Powiat lubaczowski (Lubaczów Distrikt) er en powiat i Polen i województwo podkarpackie (Nedrekarpater). Lubaczów er hovedby for powiaten, der indeholder otte gminaer. Powiaten har et areal på 1.308,37 km² og et indbyggertal på 57.120 pr. 2006.
50°10′N 23°07′Ø / 50.17°N 23.12°Ø